# 신수아 (배우)
신수아(申琇雅, 2016년 6월 11일 ~ )는 대한민국의 배우이다.

## 출연 작품

### 드라마
- 2023년 TvN 《패밀리》 ... 권민서 역
- 2024년 TVING 《피라미드 게임》 ... 어린 아이 역
- 2024년 TvN 《선재 업고 튀어》 ... 임보아 역
- 2024년 디즈니+ 《조명가게》 ... 어린유희 역
- 2025년 JTBC 《천국보다 아름다운 (드라마) 》 ... 어린영애 역

### 영화
- 2023년 《고양이 키스》 ... 조재인 역
- 2024년 《막걸리가 알려줄거야》 ... 어린 동춘 역 (박나은 아역)